# Названия Кропивницкого
| Название     | Год присвоения |
| ------------ | -------------- |
| Елисаветград | 1784 год       |
| Зиновьевск   | 1924 год       |
| Кирово       | 1934 год       |
| Кировоград   | 1939 год       |
| Кропивницкий | 2016 год       |

На протяжении своей истории город Кропивницкий несколько раз менял своё название вследствие значительных исторических изменений, происходивших на территории государств, в составе которых он находился. Во время нахождения города в составе Российской империи он назывался Елисаветградом, после установления советской власти в 1924 году было выбрано название Зиновьевск, которое в 1934 году было изменено на Кирово, а пять лет спустя преобразовано в Кировоград. В 2016 году город получил современное название.

## Елисаветград (1752—1924)

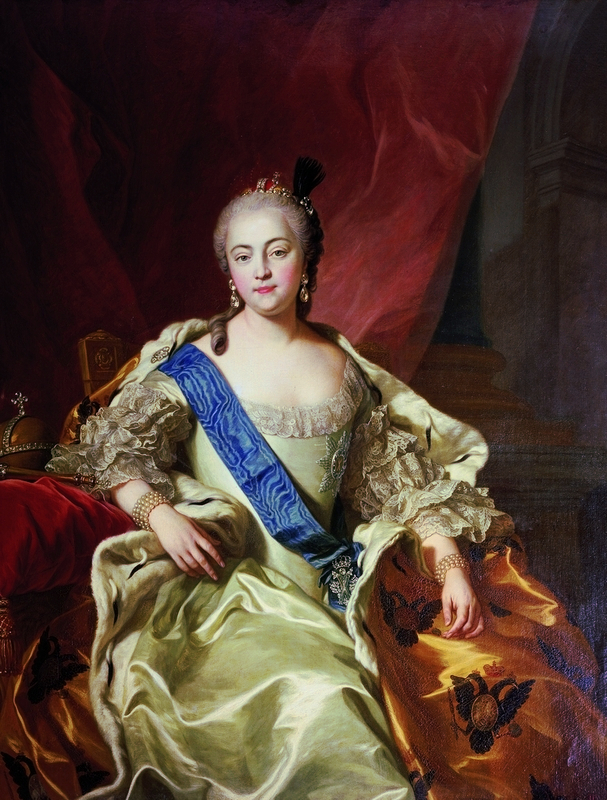
Шарль Ван Лоо. Портрет Елизаветы Петровны

«Елисаветград» происходит от названия крепости святой Елисаветы. 4 января 1752 года Правительствующий сенат Российской империи предложил императрице основать новую крепость. Елизавета Петровна согласилась и поручила разработать план строительства крепости.
Проект новой крепости был разработан прапорщиком геодезии Емельяном Гурьевым, курсантами Киевских гарнизонных полков сержантом Семёном Леонтьевым и рядовым Иваном Фёдоровым. 21 сентября 1752 года проект получили в Петербурге. Торжественная закладка состоялась 18 июня (по старому стилю) 1754 года. Крепость назвали именем матери Иоанна Крестителя (Предтечи).
О присвоении имени крепости упоминается в жалованной грамоте основателю Новой Сербии Ивану Хорвату: «… сдѣлать въ нынѣшнемъ году земляную крѣпость, которую именовать крѣпостью Святыя Елисаветы…» от 11 (22) января 1752 года. Выбор этого имени был обусловлен тем, что Святая Елисавета была небесной покровительницей императрицы Елизаветы, которая выступала формальной основательницей всех населённых и фортификационных пунктов, заложенных при её правлении.
После присоединения Крыма в 1783 году крепость святой Елисаветы потеряла стратегическое значение, была разоружена и ликвидирована как военная единица. В документе от 10 февраля 1784 года отмечалось, что, «по своему положению внутри государства крепостью более считаться не может, а потому обращается на внутренний город». С того времени крепость вместе с предместьями получила права города и стала именоваться Елисаветградом.
Считается, что название «Елисаветград» возникло естественным путём из названия «Крепость святой Елисаветы». Типичный для славянской топонимики корень «-град» имеет параллели во всех славянских языках, в частности, важных для русской ойконимики древнерусском (городъ) и старославянском (градъ), и имеет общее первоначальное значение «обгороженное место». Первое его документальное упоминание в похожей форме датируется 22 марта (2 апреля) 1764 года в распоряжении про образование Елисаветградской провинции Новороссийской губернии и формирование Елисаветградского пикинёрного полка. С 1784 года в официальный оборот входит собственно название Елисаветград.

## Зиновьевск (1924—1934)

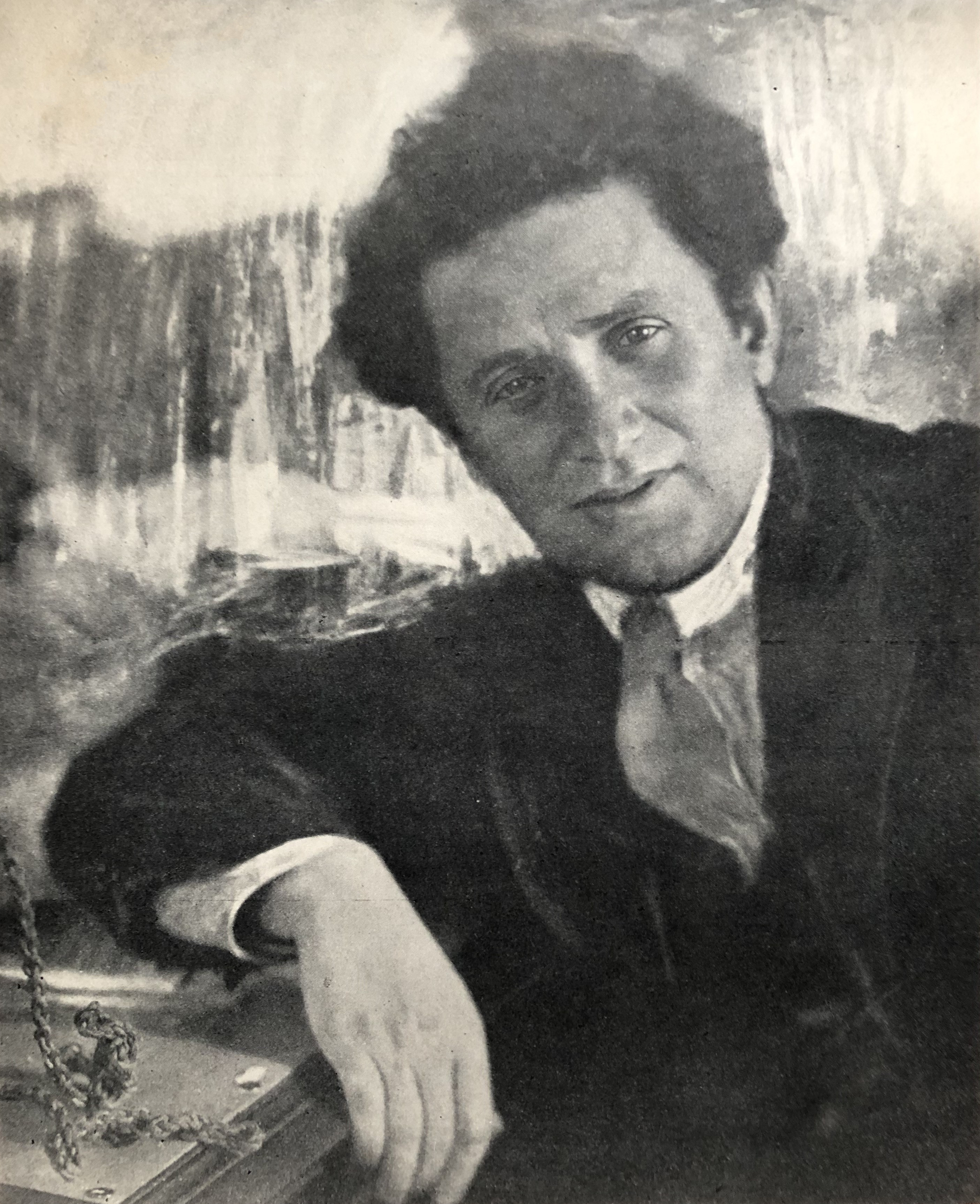
Григорий Зиновьев

После установления советской власти в бывшей Российской империи топонимика претерпела серьёзные изменения из-за несоответствия многих (монархических и религиозных) названий новой идеологии. Не стал исключением и Елисаветград.
Уже в начале 20-х годов руководство города не раз поднимало вопрос об изменении названия. К этому побудил Ленинский декрет от 12 апреля 1918 года «О снятии памятников, воздвигнутых в честь царей и их слуг, и выработке проектов памятников российской социалистической революции».
Толчком для переименования Елисаветграда стало изменение названия Петрограда на Ленинград. На VIII партийной конференции 23 апреля делегат Амосов заявил, что «Елисаветград давно проектировался партийными и советскими органами до переименования в революционное название». На этом же заседании рассмотрели возможные названия города. Рабочий «Красной звезды» предлагает наречь город Ильич, другой делегат — Троцкий. Однако на голосование выносилось два названия: «Зиновьевск» и «Левград». 11 июня 1924 года городская комиссия по переименованию принимает решение назвать город Зиновьевском.
7 августа 1924 года город был официально переименован в Зиновьевск в честь советского государственного деятеля Григория Зиновьева, в то время члена Политбюро ЦК ВКП(б) и председателя Исполкома Коминтерна, который родился в Елисаветграде 11 (23) сентября 1883 года.

## «Время Кирова»
После резонансного убийства 1 декабря 1934 года секретаря Оргбюро ЦК ВКП(б) и члена Политбюро ЦК ВКП(б) Сергея Кострикова (Кирова) (который никогда не бывал в Кировограде и никак с ним не связан) 27 декабря 1934 года было принято постановление о переименовании Зиновьевска в «Кирово».
- Во-первых, Григорий Зиновьев, в честь которого город назывался ранее, был арестован в декабре 1934 года по обвинениям в подготовке и осуществлении покушения на С. М. Кирова, за что был впоследствии расстрелян.
- Во-вторых, это было обусловлено волной аналогичных переименований по всей территории тогдашнего СССР (Два «Кирова» в РСФСР: центр одноимённой области и городок в Калужской области; Кировабад в АзРСР, Кировакан в Армянской ССР, Кировград в РСФСР, Кирово в Донецкой области УССР; Кирово в УзССР, Кирово-Чепецк в РСФСР и т. п.).

С 10 января 1939 года город стал носить название «Кировоград». Очередное переименование было связано с образованием Кировоградской области.

## Кропивницкий (2016—н.в.)

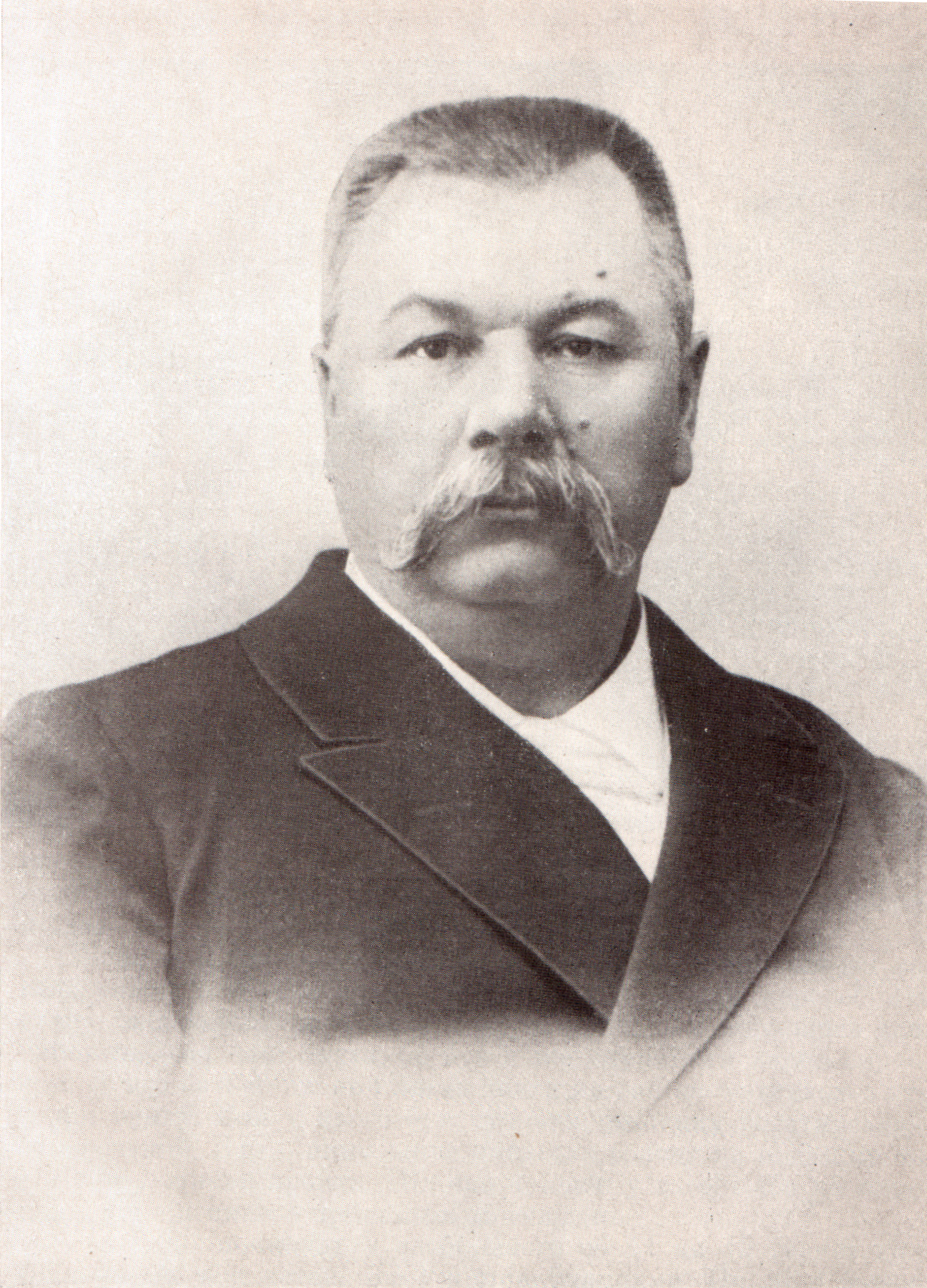
Марк Кропивницкий

С начала 1990 г. общественность Кировограда периодически обращается к теме переименования идеологизированных советских названий, главным пунктом которой является изменение нынешнего названия города.
В 1920-х годах в Елисаветградском дискурсе стали появляться другие названия города, не связанные с коммунизмом. Так обсуждался вариант назвать город Тобилевичи в честь семьи выдающихся украинских деятелей театральной культуры, братьев Тобилевичей — Ивана Карпенко-Карого, Николая Садовского и Панаса Саксаганского, при непосредственном участии которых в 1865 году в городе была создана сначала любительская, а в 1882 году и первая на Украине профессиональная театральная труппа (потом это название поддерживал также писатель Юрий Мушкетик).
Вторая волна обсуждения возможных названий города началась в результате перестройки в СССР. В городе обсуждались как названия, связанные с географическим расположением города (Ингульское, Ингулоград; Степоград, Золотое Поле, Златополь), так и с его историческим прошлым (Славянополь; Бугогардовское или Новый Гард — от поселения запорожских казаков на Южном Буге и Буго-Гардовской паланки, на территории которой располагалась крепость св. Елисаветы; Лелековск — от названия зимовника и нынешнего пригорода Кировограда), либо условно-положительные (Долеград, Доброград, Перлинодар).
Кировоград не попал в волну переименований начале 90-х годов. Но начиная с 1991 года в городе постоянно интеллигентские круги обсуждают проблему названия родного города. Рассматриваются как давно озвученные варианты, так и придумываются новые. Например, известный краевед Юрий Мативос отстаивал название Новокозачин. Историк Сергей Плачинда предложил дать городу название Скифополь. Также с мыслью о скифах предложил городу новое имя председатель Кировоградской областной организации «Молодой Народный Рух» Дмитрий Синченко Екзампей — сакральное место Великой Скифии, которое, по преданию Геродота, размещалось именно на территории современной Кировоградской области.
16 апреля 2000 года вместе с Всеукраинским референдумом было решено провести местный референдум. В нём приняли участие только те граждане, которые имели кировоградскую прописку. Им было предложено определиться: оставить городу действующее название — Кировоград, поддержать предложения о присвоении областному центру другого названия или поддержать предложения о возвращении городу старого названия Елисаветград. В списки были внесены 205 338 жителей города, из них принял участие 119 591, то есть 58,24 %. 70,88 процента участников референдума проголосовали за то, чтобы оставить название «Кировоград». Почти поровну было сторонников двух других предложений.
23 февраля 2014 года памятник Кирову c центральной площади Кировограда был перенесён и в обществе возобновились дискуссии относительно нового названия города.
Согласно принятому Верховной Радой Украины в апреле и подписанному Президентом Украины в мае 2015 года закону «О запрете пропаганды коммунистического и национал-социалистического тоталитарных режимов», парламент или местные органы власти должны в течение 9 месяцев принять решения о переименовании Кировограда (как и других населенных пунктов, названия которых связаны с коммунистическими деятелями). В октябре одновременно с местными выборами проводился опрос горожан, по результатам которого из предложенных вариантов нового названия Елисаветград, Благомир, Эксампей, Козачин, Златополь, Кропивницкий, Ингульськ. Из 45,8 тысячи опрошенных (всего в городе проживает около 200 тысяч) 35 тысяч отдали предпочтение историческому названию «Елисаветград». Второе место занял вариант «Ингульск» (4,3 тысячи). Результаты были направлены Горсоветом в Верховную Раду, которая должна решить вопрос с переименованием города.
Историческое название «Елисаветград» не было принято из-за антироссийских настроений Верховной Рады Украины, хотя за него и проголосовало большинство жителей. Историческое название города подчеркивало вхождение города в состав Российское империи, что не хотелось видеть Верховной Раде.
23 декабря 2015 года профильный Комитет Верховной Рады по вопросам государственного строительства и местного самоуправления рекомендовал переименовать Кировоград в Ингульск от речки Ингул, которая протекает через весь город.
20 января 2016 года власти Кировограда объявили, что отказываются менять название города из-за недовольства местных жителей. Кировоградский горсовет попросил Верховную Раду отложить переименование до проведения местного референдума. Вторым пунктом выражено несогласие с вариантом названия Ингульск.
Впоследствии было предложено другое название — Кропивницкий, в честь актёра и драматурга Марка Кропивницкого, оставившего заметный творческий след в истории театра конца XIX — начала XX веков. Весной среди жителей города проводился по этому поводу опрос, который показал, что 82 % горожан против переименования. В итоге 10 июня 2016 года депутаты горсовета не поддержали данное предложение. 14 июля 2016 года Верховная Рада Украины переименовала город Кировоград в Кропивницкий. Соответствующее постановление № 4222 за основу и в целом поддержали 230 народных депутатов на заседании.